# Estádio La Granja
O Estádio La Granja é um estádio de futebol localizado em Curicó, comuna (município) da província homônima, pertencente à região de Maule, Chile. A praça esportiva pertence ao município (comuna) de Curicó e tem capacidade para cerca de 8.278 torcedores e faz parte de um grande complexo esportivo que também conta com três quadras de tênis, duas piscinas, um ginásio, um velódromo (um dos principais do país) e outros campos esportivos menores. Atualmente é a casa do Curicó Unido; além do clube albirrojo, o estádio já foi utilizado por outros clubes profissionais da cidade, como o Alianza, Luis Cruz Martínez e Badminton de Curicó.

## História
O estádio Bicentenario La Granja foi inaugurado em 1949, originalmente tinha capacidade para 4.000 pessoas.

### Remodelação
A primeira expansão em 1985 aumentou a capacidade em 1.200 espectadores; uma segunda mudança, o aumento da capacidade foi de 6.000, efetuada em 2004.

### Novo estádio
Uma reconstrução quase total do estádio foi feita em 2010, na ocasião, apenas o setor oeste do antigo recinto permaneceu. E finalmente em 2017, a parte oeste também foi renovada, e a capacidade atual passou para os atuais 8.278 espectadores.

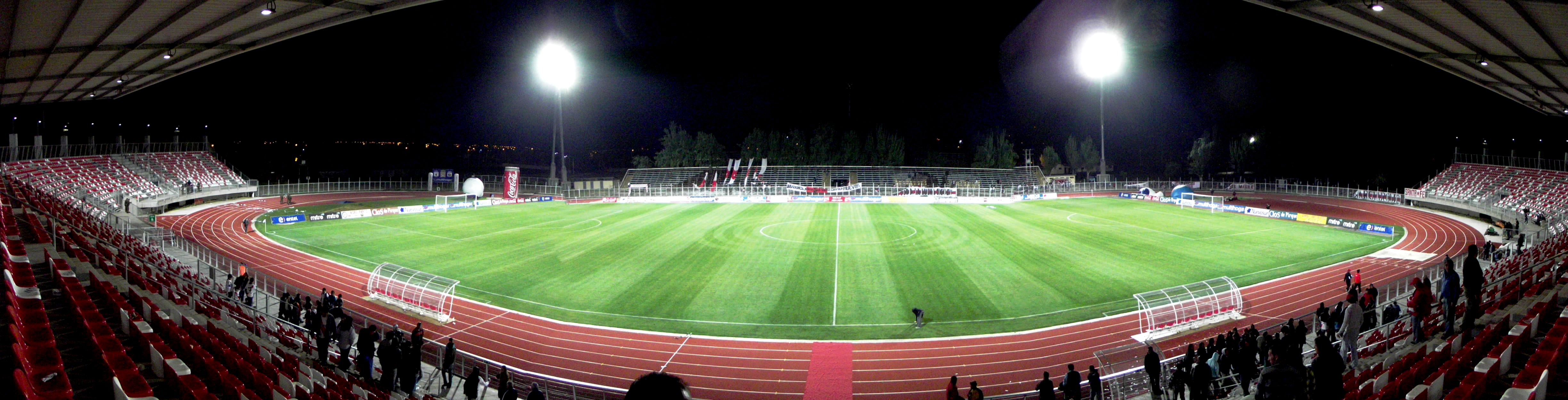
Imagem panorâmica do Estádio La Granja após a primeira etapa da remodelação.